# Huta-Kolonia (Huta w województwie lubelskim)
Huta-Kolonia – część wsi Huta, położonej w województwie lubelskim, w powiecie krasnostawskim, w gminie Żółkiewka. 
W latach 1975–1998 miejscowość administracyjnie należała do województwa zamojskiego.

## Położenie
Miejscowość jest położona przy drodze wojewódzkiej nr 842, na północnym krańcu Huty. Jest najdalej na zachód wysuniętą miejscowością gminy Żółkiewka i powiatu krasnostawskiego.